# 铋锶钙铜氧

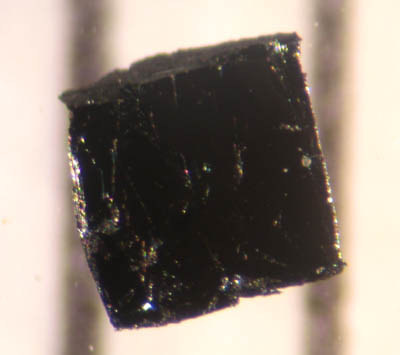
边长约为1 mm的BSCCO立方体样品

铋锶钙铜氧或铋锶钙铜氧化物（英語：Bismuth strontium calcium copper oxide，BSCCO）是一种铜氧超导体材料，化学式为Bi2Sr2Can−1CunO2n+4+x，其中最常见的为n=2，n=1和3也研究得较多。BSCCO于1988年发现，是发现的第一种无稀土元素的高温超导体。
BSCCO作为一种铜氧超导体，其具有二维层状结构（钙钛矿结构），其超导性质发生在Cu-O平面。BSCCO连同钇钡铜氧（YBCO）是研究最多的两种铜氧超导体。
BSCCO的命名常用Bi加上代表化学式中金属原子个数的序列表示。如Bi-2201代表Bi2Sr2CuO6+x（n=1）；Bi-2212代表Bi2Sr2CaCu2O8+x（n=2）；Bi-2223代表Bi2Sr2Ca2Cu3O10+x（n=3）。
BSCCO与铊钡钙铜氧族（TBCCO，Tl2Ba2Can−1CunO2n+4+x）和汞钡钙铜氧族（HBCCO，HgBa2Can−1CunO2n+2+x）超温超导体相似。而且其超导临界温度Tc随n先增加后下降。如Bi-2201 Tc ≈ 33 K；Bi-2212  Tc ≈ 96 K；Bi-2223  Tc ≈ 108 K； Bi-2234  Tc ≈ 104 K。但最后一种很难合成。 

## 超导线和超导带

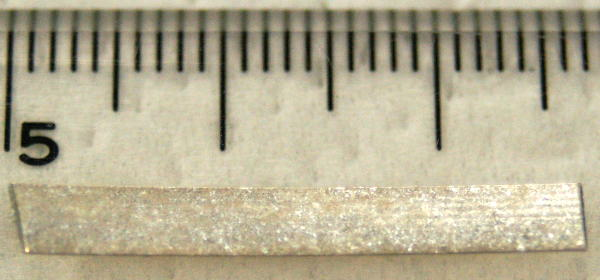
在实际运用中, BSCCO常通过粉末套管法（powder-in-tube）与金属银轧制成带状使用

BSCCO是一种实际运用的超导电线的高温超导体材料。和其他高温超导体一样，具有十分短的相干长度，其约为1.6 nm。这意味着导线中的晶粒之间需要极其严苛地良好接触，即达到原子级光滑度。此外，由于超导性基本仅存在于Cu-O平面，因此晶粒必须具有晶体学排列。因此BSCCO是一种很好的候选材料，因为其晶粒排列可以通过熔融加工或机械变形来实现。BSCCO晶体中双层Bi-O平面之间通过范德华力这种弱键连接，因此其像石墨和云母一样，受到形变使得Bi-O平面之间发生滑移，晶粒间受到形变并倾向于形成有序排列。因此BSCCO作为第一代高温超导线材（1G HTS wire）已被诸如美国超导公司（AMSC）和日本住友集团（Sumitomo）等企业生产多年，即使美国超导公司现在已经不再生产BSCCO导线，取而代之的是第二代YBCO材料。
BSCCO超导带状材料通常采用粉末套管法制得。将BSCCO前驱体粉末装入一个银管中，通过挤压来减少直径，然后重新装入多个银管中挤压，经过多次重复直径不断减少，最后经过钆制确保形成晶粒有序排列，并可同时得到扁平的带状材料。然后，这些带在高温下发生反应，形成致密的、晶体排列整齐的Bi-2223多丝导电带材，并用于缠绕变压器、磁铁、电动机和发电机的电缆或线圈中。
典型的超导带为4 mm宽，0.2 mm厚，在77 K下可承受200 A的电流，使得Bi-2233得到5000 A/mm2的临界电流密度。该值随着温度的降低而显著上升，因此许多应用是在30-35 K下实现的，尽管Tc高达108 K。

## 发现过程
BSCCO由日本国家金属研究中心的前田弘（日语： Maeda Hiroshi）研究组于1988年发现，但无法确定确定其精确组成和结构。几乎同一时期，杜邦的Mas Subramanian研究组和贝尔实验室的Cava研究组等几个研究组确定了Bi-2212的组成和结构。而Bi-2223由于非常难以捉摸，直到一个月后由新西兰政府研究实验室的Tallon研究组得以确认。此后BSCCO材料的开发没有得到较大的改进。早期一项关键的改进是用Pb取代约15%的Bi，使得Bi-2223的形成加快和质量提高。

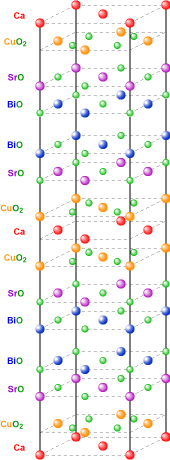
Bi-2212的晶胞结构图，从(1/2,0,0)出发出现两个重复单元。其他BSCCO也具有相似的结构：Bi-2201的上半部和下半部少了一个CuO_{2}层，且没有Ca层。Bi-2223则在上下两个半部多了一个CuO_{2}层和Ca层。

## 性质
BSCCO需要过量的氧原子（也就是化学式中的x）来形成空穴掺杂，才能得到超导性质。其超导临界转变温度Tc对掺杂浓度非常敏感。对于Bi-2212，每个Cu原子上过量约0.16个空穴时达到最高Tc，也就是最佳掺杂浓度。此外，掺杂程度过低的样品被称为欠掺杂，而掺杂程度过高的样品则是过掺杂，偏离最佳掺杂浓度都会使得Tc下降。因此可以通过改变氧含量来调控Tc
施加外部压力通常会使欠掺杂样品的Tc升高到远超过环境压力下的最大值，但这一现象尚不完全清楚，可能是压力增加了掺杂浓度这一副作用导致。Bi-2223结构很复杂，有三个不同的Cu-O平面，两个外部Cu-O层通常接近最佳掺杂浓度，而中间Cu-O层则明显掺杂不足。因此，对Bi-2223 施加压力会导致Tc先升高到约123 K的最大值，此时外层的两个Cu-O达到最佳掺杂浓度。随着压力增加，Tc先下降，然后再增加又达到140 K的新最大值，此时内层的Cu-O达到最佳掺杂浓度。因此，如何同时优化所有Cu-O层是一个具有挑战性的难题。
BSCCO是第二类超导体，Bi-2212多晶的在4.2 K下测得的上临界磁场Hc2为200 ± 25 T，高于YBCO多晶的168 ± 6 T。在实际运用中，高温超导体受限于可逆磁场H*的限制。也就是超过该磁场强度，磁涡旋会融化或解耦。尽管BSCCO的上临界磁场比YBCO高，但其H*却低得多，通常小100倍。因此限制了其在制造高场磁体中的应用。正是由于这个原因，尽管YBCO的制造难度要大得多，但人们仍然更倾向于使用YBCO。